# Banda de Música del Estado de Zacatecas
La Banda de Música del Estado de Zacatecas es una agrupación Musical del estado mexicano de Zacatecas. Fue fundada en 1930 por Octaviano Sigala y es dirigida actualmente por Salvador García Ortega, ganador del Premio estatal al Mérito Musical "Candelario Huízar" 2007. Actúa cada año en por lo menos 15 estados del país así como algunas presentaciones en los Estados Unidos.
Es considerada como una de las  más importantes de México.
Son conocidas por los zacatecanos sus presentaciones de los jueves en la Plazuela Goytia de la capital del estado.
Ha grabado tres discos en formato L.P., así como 8 discos compactos, cuenta con su propia escuela de música, la cual se ha convertido en un importante educadora de músicos. Actualmente cuenta con 85 integrantes, cada uno de ellos formado en la escuela de música de la banda.
- Datos: Q6393037